# Polla d'Olivier
La polla d'Olivier (Zapornia olivieri) és una espècie d'ocell de la família dels ràl·lids (Rallidae) que habita riberes amb vegetació flotant, localment l'oest de Madagascar.

## Taxonomia
Inclòs al gènere Amaurornis a classificacions com ara la de Clements 2015. En Clements 2016 apareix format part del gènere Zapornia, arran els treballs de Juan C. Garcia-Ramírez et al (2014)